# 電子腳鐐

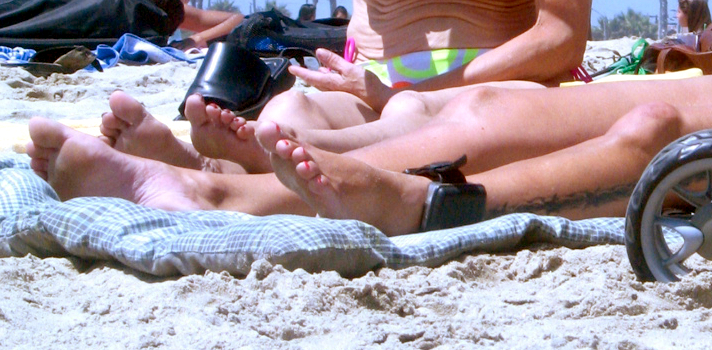
在腿踝上的電子腳鐐

電子腳鐐或称電子腳環、電子監控（英語：Electronic Monitoring, Electronic Bracelet, Electronic Fetters, Electronic Tagging 或是 Ankle Monitor），是一种具有定時自動以無線電或衛星定位等方式回傳功能的手環或腳環，用意不是像傳統的腳鐐那樣去限制犯人的手腳活動，而是確保犯人沒有離開被指定的範圍，或者沒有進入被禁止的區域。對於電子腳鐐，會有至少一個中控的電腦主機檢查訊息是否有定期回傳，若無則發出脫逃警訊，有些電子腳鐐还會回傳當時的坐標。由於要延長電池的使用時間，電子腳鐐通常不是24小時監控，或是拉長定時回傳的時間间隔。
電子腳鐐不一定是腳鐐的形狀，也有做成手錶狀比較不引人注意的。

## 各國實際應用

### 美国
美國50個州都有對假釋、緩刑、出獄的性犯罪犯人施用電子腳鐐或其他形式電子監控的規定。2003年初，全美國約有100,000名犯人接受電子監控。
一些州規定佩戴電子腳鐐的人需要繳交安裝費和月費，由於收費较高，一些人寧願留在監獄服刑而不選擇佩戴電子腳鐐，而一些地方政府也視電子腳鐐為增加財政收入的工具。

### 歐洲
2005年初，全歐洲約有65,000名犯人接受電子監控。

### 
南韓法務部決定，自2008年9月1日開始，將對有強姦犯罪的前科者佩戴「電子腳鐐」（每套價值約100萬韓元，外觀近似手錶），實施24小時的定位追蹤，以便可以掌握他們的行蹤。

### 中華民國（臺灣）
為了避免性侵犯假釋後再犯案，臺灣法務部自2006年起對性侵假釋犯實施電子監控，從第一代裝設居家攝影機監看，逐漸演進至今改採電子腳鐐監控行蹤，截至2020年14年來共有1,322人被監控。臺灣法務部統計，配戴電子腳鐐性侵犯的再犯率為0.98%，等於是配戴電子腳鐐者有99.02%未再犯，而未配戴者再犯率為1.74%，顯示電子腳鐐確實有效降低再犯率。電子腳鐐的適用範圍后来擴及羈押替代方案，偵審期間檢察官、法官可命有逃亡之虞者配戴電子腳鐐，避免嫌犯落跑。

### 中国大陆
在中國大陸，一些處在緩刑中的被判決有罪者、被保釋者或被要求“社区矫正”者需佩戴電子定位裝置。它有時是手錶或腕帶的形式。這種電子腕帶不可拆除，且佩帶者必須爲其充電。據報道，若其斷電或被拆下，就會報警，佩戴者則可能面臨重新收押。在媒體公開報道的案例中，維權律師爲多數，但也有因經濟犯罪或其它事由被判緩刑者。

## SCRAM變種
這種電子腳鐐設有酒精探測器，但不一定有GPS，主要針對干犯醉駕的罪犯，以一定刑期的禁酒令代替監禁。 被判刑人仕需戴上這種附有酒精探測器的電子腳鐐，若該配戴者違反禁酒令而喝酒，在這種電子腳鐐沒有受外圍因素干擾下，可以憑汗液分泌去斷定配戴者曾飲用酒精，並被紀錄在中央系統內，違反禁酒令者會被紀錄在案並可能被改判監禁。

## 效果

### 正面結論的研究
美國聯邦法務部資助的一份為時6年的實證研究，於2010年完成（但未出版成書，只有提供網路PDF全文），以美國佛羅里達州的電子腳鐐實務為客體，訪談與追蹤超過5000位處於緩刑、假釋、社區處遇中，或出獄後被列為中度或高度再犯危險，因此被安置電子腳鐐的犯人，以及超過266,000位未被安置電子腳鐐的犯人，其結論是：
1. 與未佩戴電子腳鐐的犯人相比，配戴電子腳鐐能減少所有犯罪類型的再犯，達統計上顯著差異。
2. 對暴力犯罪的再犯預防效果較差，但仍達統計顯著。
3. GPS定位的電子腳鐐效果優於無線電定位。
4. 但該報告也提醒：電子腳鐐目前的佩戴方式太過醒目，可能會阻礙犯人重新找工作，也會讓他在社交上和在親友間產生不良的烙印效應。[13]

### 反面結論的研究
由加拿大、美國等地的學者針對電子監控所做的研究，與政府研究的結論完全不同。
他們首先指出政府的研究具有方法論上的瑕疵，尤其是欠缺適格的對照組，這導致政府研究的結論效力嚴重受損。學者們的研究，克服了這些方法論瑕疵之後，得出的結論是：
- 減少再犯的效果並非來自電子監控本身。
- 能解釋再犯變異的因子主要有二，都合乎再犯預測與矯治的理論，分別是：

1. 風險分數較高的族群，不論有無使用電子監控，實際再犯率都較高。
2. 風險分數相當的族群內，導致再犯率差異的主要因子是有無接受符合RNR原則的矯治，而不是有無配戴電子監控設備。

## 相關科技
- 射频识别（RFID）
- 全球定位系统（GPS）

## 外部連結
- 中央日報 (韓國)：僅用電子腳鐐可以有效預防強姦犯罪嗎？
- 台灣蘋果日報讀者投書：官員才該學會用電子腳鐐（謝易霖）